# Maria Stiegelis
Maria Stiegelis (Apeldoorn, 22 november 1944) is een Nederlandse actrice.
Maria Stiegelis werd geboren in Apeldoorn, maar bracht haar jeugd door in Zuid-Holland. Na het gymnasium doorliep zij de opleiding Drama aan de Toneelschool in Arnhem. In 1967 behaalde zij haar diploma. 
Zij was vervolgens jarenlang (met een enkele uitstap naar Toneelgroep De Appel) verbonden aan de Haagse Comedie, totdat deze in 1988 werd opgeheven.
Hierna volgde Stiegelis een post-hbo-opleiding kunstmanagement en verzorgde zij onder meer de programmering van de Schouwburg in Tilburg. Zij was en is daarnaast actief als bestuurslid van diverse kunstfondsen.
Behalve in een enkele film (Achter glas 1981) was Stiegelis te zien als gastactrice in Goede tijden, slechte tijden, Medisch Centrum West en Mijn dochter en ik. Het bekendst is zij om haar vertolking van mevrouw Veenstra in de comedy-serie Vrienden voor het Leven (1991-1993).
In 2006 bemachtigde Maria Stiegelis haar eerste musicalrol als mevrouw Pearce in My Fair Lady. Daarna gaf ze toneel- en acteerlessen in Wilnis.

## TV
- Mahagonny (1981)
- Medisch Centrum West - Rita de Kort (1989)
- Goede tijden, slechte tijden - Mevrouw Verhaar (1991)
- Vrienden voor het Leven - Mevrouw Veenstra (1991-1993)
- Zonder Ernst - Barones (1996)
- Mijn dochter en ik - Vrouw van de Generaal (1996)
- Kees & Co - Klant (1997)